# Robert (1. hrabia Gloucester)
Robert (ur. ok. 1090, zm. 31 października 1147) – nieślubny syn króla Anglii i księcia Normandii Henryka I Beauclerca, jedna z najważniejszych postaci angielskiej sceny politycznej w okresie tzw. „Anarchii” za panowania króla Stefana. Przez późniejszą historiografię nazywany Robertem de Caen lub Robertem Konsulem.

## Wczesne lata życia
Robert był najstarszym z wielu nieślubnych dzieci Henryka I. Urodził się przed wstąpieniem swego ojca na tron (co nastąpiło w 1100 r.), prawdopodobnie pod koniec lat 80. XI w. Tożsamość jego matki jest nieznana. Dawniejsza historiografia wskazywała na Sybil Corbet; niektórzy współcześni historycy (np. D. Crouch) sugerują, że matka Roberta pochodziła z rodu Gayów (lub Gaytów), drobnej rodziny szlacheckiej z Oxfordshire. Przypuszczenie to opiera się na fakcie nazwania jednego z przedstawicieli tego rodu kuzynem Roberta. Inni (np. K. Thompson) uważają, że matka Roberta pochodziła z Normandii, ale była spokrewniona z Gayami. Kronikarz Wilhelm z Malmesbury pisząc o pochodzeniu Roberta wspomina, że był on „Normanem, Flamandem i Francuzem”, ale może to się tyczyć wyłącznie jego przodków ze strony ojca.
Tuż po swoim urodzeniu Robert został uznany przez ojca. Mało prawdopodobne jest, że wychowywał się na królewskim dworze. Otrzymał gruntowne wykształcenie: władał biegle łaciną i interesował się historią i filozofią, co może świadczyć o wychowywaniu na dworze biskupim. Historycy wskazują na dwór biskupa Worcester, a jednocześnie kapelana królewskiego, Samsona. Ok. 1104 r. urodziło się pierwsze dziecko Roberta i niektórzy historycy uważają, że było ono dzieckiem córki biskupa Samsona.
W 1113 r. Robert pojawił się na dworze normandzkim. Ok. 1114 r. poślubił Mabel, najstarszą córkę Roberta Fitzhamona, która wniosła mu w posagu dobra ziemskie w Gloucestershire, Glamorgan w Walii oraz Sainte-Scholasse-sur-Sarthe i Évrecy w Normandii, oraz Creully. W 1121 r. (lub 1122) ojciec nadał Robertowi tytuł hrabiego Gloucester.

## Na dworze Henryka I
Robert szybko został jednym z najwierniejszych stronników ojca. Walczył przeciwko rebeliom wywoływanym w Normandii przez stronników pretendenta Wilhelma Clito. W 1119 r. walczył w bitwie pod Bremile, a podczas drugiej rebelii w latach 1123-1124 był jednym z najważniejszych dowódców wojsk królewskich w Normandii. W 1120 r. zginął w katastrofie morskiej przyrodni brat Roberta, ślubny syn Henryka I i następca tronu, Wilhelm Adelin. Następczynią tronu została wówczas siostra Adelina, Matylda. 1 stycznia 1127 r. Robert był jednym z pierwszych możnych, którzy złożyli Matyldzie przysięgę na wierność. Niedługo później król Henryk nadał mu zamki Dover i Canterbury, które dawały mu kontrolę nad Kentem i przeprawami przez kanał La Manche. W 1135 r. Robert znajdował się przy łożu śmierci Henryka I i przysięgał pozostać przy ojcu dopóki nie zostanie pogrzebany. Król Henryk I zmarł tydzień później, 1 grudnia 1135 r.

## Robert i Stefan
Po śmierci Henryka Robert zapomniał o przysiędze wspierania Matyldy i, po kilku naradach w Normandii, poparł kandydaturę siostrzeńca Henryka I, Tybalda IV, hrabiego Blois. Niespodziewanie podczas spotkania z Tybaldem nadeszła wieść, że młodszy brat hrabiego Blois, Stefan, hrabia Mortain, przeprawił się przez kanał La Manche i został koronowany na króla Anglii. Na Wielkanoc 1136 r. Robert przystąpił do dworu królewskiego.
W tym czasie Robert był stronnikiem króla Stefana i nie popierał cesarzowej Matyldy, która w tym czasie zaatakowała południową Normandię. Kronikarz Geoffrey z Monmouth pod rokiem 1136 pisze o Robercie jako o jednym z „filarów” panowania Stefana z Blois. W tym kontekście nieprawdopodobne są niektóre wzmianki (np. w Gesta Stephani) o tym, że Robert był rywalem Stefana do panowania nad Anglią, ale na przeszkodzie stanęło mu jego nieprawe pochodzenie.
Robert miał w 1136 r. inne problemy niż sprawa sukcesji tronu. W południowo-wschodniej Walii wybuchł bunt przeciwko anglo-normandzkim osadnikom. W kwietniu Robert wyruszył na Walię i spędził tam rok, po czym doszedł do porozumienia z buntownikami i uznał tytuł Morgana ob Owaina, który przyjął tytuł króla Glamorgan. W tym czasie doszło do zerwania Roberta z królem Stefanem. Pod koniec 1137 r. Robert opuścił dwór królewski. Hrabia był zaniepokojony wzrastającą rolą dowódcy flamandzkich najemników, Wilhelma z Ypres, oraz bliźniaków Beaumont - Walerana, hrabiego Meulan, oraz Roberta, hrabiego Leicester. W 1138 r. Robert otwarcie opowiedział się po stronie Matyldy. Wkrótce został pokonany w Normandii przez Walerana de Meulan, a jego angielscy stronnicy ponieśli klęskę z rąk wojsk królewskich. Robert schronił się w swojej twierdzy w Bristolu.

## Wojna domowa
Wkrótce potem Robert zaryzykował i przeprawił się z Anglii do Andegawenii i połączył się z Matyldą. 30 września 1139 r. wojska Matyldy i Roberta wylądowały w Arundel i zostały przyjęte w pobliskim zamku. Robert natychmiast wyruszył do Bristolu. Wkrótce potem zamek Arundel został oblężony przez króla Stefana, który jednak zgodził się na odeskortowanie do Bristolu hrabiny Gloucester oraz cesarzowej Matyldy.
Ten nierozważny krok Stefana rozpętał wojnę domową. Pierwszym czynem Roberta podczas wojny był rajd na Dorset i Worcester, posiadłości rodu Beaumontów. Robert zajął posiadłości Beaumontów w Dorset, jednak wyparcie stronników królewskich z tego hrabstwa nie było łatwe. Kiedy w pobliżu pojawił się król Stefan, Robert przystał na propozycję spotkania w Bath w sierpniu 1140 r. Spotkanie nie doszło jednak do skutku.
Wielka szansa dla Roberta nadeszła na Boże Narodzenie 1140 r. Król Stefan pokłócił się z hrabią Chester, a ten sprzymierzył się z Robertem, który był jego teściem. Siły obu hrabiów połączyły się w styczniu 1141 r. w Castle Donington. 2 lutego 1141 r. Robert i Ranulph wydali królowi Stefanowi bitwę pod Lincoln, która zakończyła się klęską wojsk królewskich. Stefan dostał się do niewoli. Matylda znalazła się bardzo blisko upragnionej korony, ale nie udało jej się zyskać poparcia wśród Anglików. 14 września 1141 r. stronnicy króla, pod wodzą jego żony, hrabiny Matyldy z Boulogne, oblegli Roberta i cesarzową Matyldę w Winchesterze. Podczas jednej z potyczek, pod Stockbridge, Robert dostał się do niewoli i uwięziony w zamku Rochester. Po dwóch miesiącach odzyskał wolność, wymieniony na króla Stefana. 1 listopada 1141 r. Stefan i Robert spotkali się w Winchesterze. Hrabia zapewnił króla, że walcząc przeciw niemu nie kierował się względami osobistymi.
Tymczasem wojna trwała nadal. Mąż Matyldy, Godfryd V Plantagenet, nie chciał mieszać się do walk w Anglii. W czerwcu 1142 r. Robert udał się do Normandii i próbował przekonać Godfryda do przysłania posiłków. Hrabia pozostał na kontynencie do końca października, ale posiłków nie udało mu się wytargować. Do Anglii powrócił natomiast z najstarszym synem Godfryda i Matyldy, Henrykiem.
Wojna przeciągała się, ale żadna ze stron nie mogła uzyskać zdecydowanej przewagi. Wojska królewskie jednak powoli spychały siły Roberta ku Bristolowi i Gloucester. Pod koniec 1145 r. Filip, syn Roberta i jeden z jego dowódców, przeszedł na stronę króla, który powierzył mu zamki Cricklade i Cirencester. Bezpośrednio zagroziło do Bristolowi i Gloucester. Jesienią 1146 r. Robert rozpoczął negocjacje z królem Stefanem, które ciągnęły się ponad rok. Pod koniec lata 1147 r. Robert przedsięwziął nieudany atak na Farnham. Pokonany wycofał się do Bristolu, aby zebrać nowe siły, gdzie  zachorował i 31 października 1147 r. zmarł; został pochowany w klasztorze św. Jakuba poza murami zamkowymi.

## Rodzina
Ok. 1114 r. poślubił Mabel (ok. 1085 - 1156/57), córkę Roberta Fitzhamona i Sybil de Montgomery, córki 1. hrabiego Shrewsbury. Robert i Mabel mieli razem pięciu synów i córkę:
- William FitzRobert (23 listopada ok. 1116 - 23 listopada 1183), 2. hrabia Gloucester
- Roger (zm. 9 sierpnia 1179), biskup Worcesteru
- Hamon (zm. 1159), zginął podczas oblężenia Tuluzy
- Robert (zm. przed 1157), nazywany również „Robertem z Ilchester”, ożenił się z Hawisą de Redvers, miał córkę, Mabel, która poślubiła Jordana de Cambernon
- Matylda (zm. 1189), żona Ranulpha de Gernon, 2. hrabiego Chester
- Filip (zm. po 1147), uczestniczył w II krucjacie

Robert miał również nieślubnego syna ze związku z Isabel de Douvres. Był nim Ryszard, biskup Bayeux w latach 1135-1142.